# Tower Hill Island
Tower Hill Island är en ö i Australien. Den ligger i delstaten Victoria, omkring 230 kilometer väster om delstatshuvudstaden Melbourne.
Trakten runt Tower Hill Island består till största delen av jordbruksmark. Runt Tower Hill Island är det ganska tätbefolkat, med 207 invånare per kvadratkilometer. Genomsnittlig årsnederbörd är 931 millimeter. Den regnigaste månaden är juni, med i genomsnitt 129 mm nederbörd, och den torraste är februari, med 22 mm nederbörd.